# Union sportive du Robert
Maillots
Actualités
Dernière mise à jour : 16 septembre 2009.
L’Union sportive du Robert (couramment abrégé en US Robert) est un club sportif omnisports de la commune du Robert en Martinique. Il évolue dans le Stade Georges Spitz qui est aussi le siège du club. Les sports pratiqués à l'US Robert sont le football, le rugby à XV et l'athlétisme. 
La commune du Robert est l'une des premières à avoir eu une équipe de football, il s'agit de l'Essor. Un autre club est fondé en 1935, l'Avenir. Mais les difficultés rencontrées par les deux parties nécessitent une fusion qui devient effective en novembre 1937, par la création du club de l'US Robert.

## Histoire
En 1994, l'US Robert atteint la demi-finale de la Coupe des champions de la CONCACAF 1994 en s'inclinant aux tirs-au-but face aux professionnels costaricien du CS Cartagines.
Vice-champion de la Martinique  2002, l'US Robert dispute le CFU Club Championship 2002. Les robertins éliminent les dominicais du Saint-Joseph United en tour préliminaire mais ne parviennent pas à sortir de la phase de groupe.

## Palmarès
- Vainqueur du Championnat de la Martinique en 1993
- Vainqueur de la Coupe de Martinique en 1960, 1961, 1984, 1992, 1994
- Finaliste de la Coupe de Martinique en 2021
- Vainqueur de la Coupe de France, finale départementale en 1995
- Vainqueur du Championnat de la Caraïbe des clubs champions Concacaf en 1995